# 新加坡無軌電車
新加坡無軌電車（时称“新加坡電車”），是服务于新加坡的公交无轨电车系统。1926年8月14日開始投入服務，以取代原有的軌車；至1962年全面关停，被巴士所取代。
自1922年起，英商上海電車公司接管電氣軌車公司並改革軌車營運，令軌車業務轉虧為盈。继而新加坡市政局提議以無軌電車取代軌車、並於1925年10月通過《新嘉坡電車條例》。同時英商上海電車將電氣軌車公司改組，成立新嘉坡電車公司(Singapore Traction Company)，獲得市政局發出無軌電車及市區巴士專營權。 

## 註解
在新加坡中文裡，是把有軌電車稱呼作「軌車」，「電車」卻是指無軌電車；跟中國大陸和香港把電車指作有軌電車不同。

## 伸延閱讀
- Trolleybus Magazine Nos. 207, 210, 212, 214-216, National Trolleybus Association (UK). ISSN 0266-7452.
- York, F W; Phillips, A R. . Croydon, Surrey, UK: DTS Publishing. 1996. ISBN 1-900515-00-8.